# Coleophora simillima
Coleophora simillima é uma espécie de mariposa do gênero Coleophora pertencente à família Coleophoridae.